# Trastorn esquizoafectiu
El trastorn esquizoafectiu és un trastorn de l'estat d'ànim caracteritzat per símptomes similars a l'esquizofrènia i el trastorn bipolar, ja que combina una percepció alterada de la realitat amb una alta inestabilitat emocional. Correspon al codi 295.70 de la quarta edició del DSM.

## Història
El trastorn va ser descrit per primer cop per Jacob Kasanin el 1933 i li atribuïa com a origen una insatisfacció sexual. Emil Kraepelin va observar que es tractava d'una malaltia a cavall entre dos grups fermament establerts (esquizofrènia i trastorn bipolar, a la seva època coneguts com a demència precoç i trastorn maniacodepressiu, respectivament) i va iniciar la recerca combinada per tractar aquestes patologies. El DSM-I ja l'incloïa com a malaltia única però els pobres criteris de diagnòstic i la confusió amb altres afectacions van perllongar-se en successives edicions del manual psiquiàtric de referència. El DSM 5, encara en elaboració, limita el seu diagnòstic i qüestiona la seva existència com a malaltia independent, car s'afirma que és una variant d'altres trastorns.

## Diagnòstic
Per diagnosticar el trastorn cal que el pacient pateixi una sèrie de símptomes de manera recurrent, o almenys una gran part d'ells. Poden presentar-se episodis puntuals d'al·lucinació, bloquejos mentals, crisis on la parla es veu afectada i el pensament racional desapareix per manifestar-se en forma de fixacions i deliris. Igualment apareix una apatia general i símptomes de depressió persistent, que poden alternar-se amb episodis d'eufòria. Aquests poden desembocar en moments d'alta ansietat i pensaments megalomaníacs. Aquests símptomes s'han d'allargar més de dues setmanes seguides per indicar aquest trastorn, si són menys constants s'han d'atribuir a altres patologies. Han d'haver succeït dos episodis de psicosi separats en el temps.

## Causes
Es creu que el trastorn es desencadena per una combinació de factors genètics i ambientals. Un factor de risc és haver estat concebut per pares d'edat elevada i l'abús de drogues, especialment el cànnabis, per la relació entre el tetrahidrocannabinol i la propensió a patir psicosi en l'edat adulta.

## Tractament
El principal tractament és farmacològic i consisteix en l'administració de medicaments antipsicòtics o neurolèptics (com el paliperidone i la clozapina). Les dosis de liti poden mitigar els canvis de cicle anímic, i si cal es pot subministrar algun tipus d'ansiolític i benzodiazepina per mitigar els símptomes més aguts. En determinats casos s'ha aconsellat la teràpia electroconvulsiva.